# Груднева Конституція

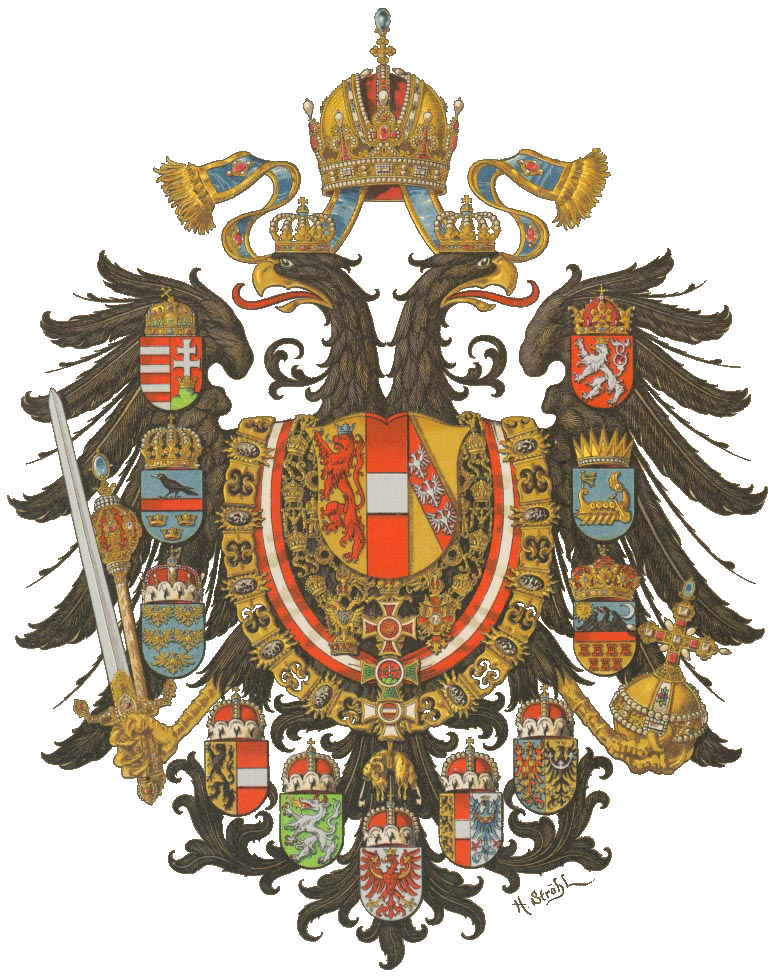
Герб Австро-Угорщини

Прапор Австро-Угорщини

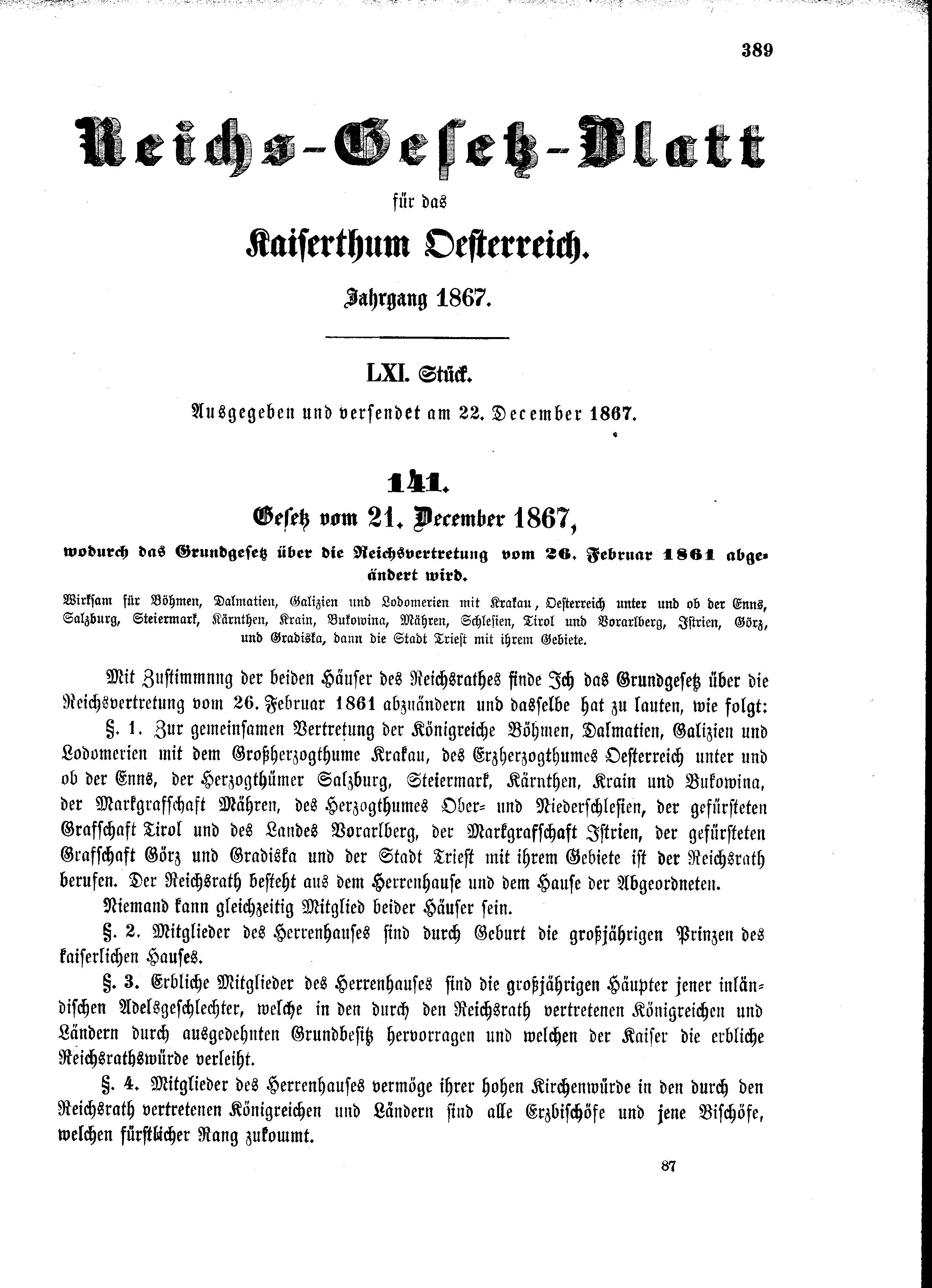
Вісник імперських законів
(за 22 грудня 1867 р.)

Груднева конституція (нім. Dezemberverfassung) — узагальнена назва низки основних державних законів, ухвалених Імперською Радою, затверджених Францом-Йосифом та опублікованих (21 грудня 1867) у «Віснику імперських законів», що визначали основи державного ладу Австро-Угорщини як дуалістичну монархію.

Діяла на території Цислейтанії, зокрема на українських етнічних землях Галичини та Буковини, до розпаду імперії (1918).

## Історичні передумови
Робота над новим конституційним законодавством була пов'язана з підготовкою перетворень Австрійської імперії у двоєдину монархію — Австро-Угорську імперію.
У 1865 році цісар призупинив дію Лютневого патенту і повноваження Рейхсрату, щоби одноосібно підготувати умови австро-угорського компромісу. Це відбувалося на тлі глибокої суспільно-політичної кризи, пов'язаної з поразками у австро-італо-французькій та австро-прусській війнах, і як наслідок втрати Габсбурзькою монархією Ломбардо-Венеціанського королівства та впливу у Німецькому союзі.
Перемовини в рамках австро-угорського компромісу завершилися у березні 1867 року. 22 травня того ж року для його затвердження був скликаний Рейхсрат. Прагнучи заручитися парламентською підтримкою, уряд Бейста одночасно вніс законопроєкти, якими вводилася відповідальність міністрів перед законом (а не імператором), і регламентувалося видання «надзвичайних постанов» (указів Цісаря, наділених силою закону). Проте, більшість парламентарів вимагали ухвалення нової конституції.
24 червня конституційний комітет Палати депутатів вирішив не наполягати на підготовці нового основного закону, обмежитись модифікуванням Лютневого патенту і доповненням його окремими нормами. При цьому, при підготовці поправок рекомендувалося керуватися визначеннями Октройованої конституції від 4 березня 1849 року.
Під час підготовки нового законодавства, право Цісаря на видання «надзвичайних постанов» було обмежено періодом до скликання чергової сесії парламенту. Обидві палати Імперської Ради отримали право ініціювати розгляд в реформованому Державному суді діяльності міністрів у випадку наявності підозр в порушені законодавства.
У грудні 1867 року Рейхсрат ухвалив шість конституційних законів, які після підписання Францем Йосифом опублікували (22 грудня 1867) в офіційному урядовому виданні «Вісник імперських законів» (нім. «Reichsgesetzblatt»), набувши тим самим чинності.

## Структура конституції
Груднева конституція складалася з шести основних конституційних законів:

### Про імперське представництво
Закон (від 21 грудня 1867) «Про внесення змін в Основний закон про імперське представництво від 26.02.1861» (нім. Das Gesetz vom 21. Dezember 1867, wodurch das Grundgesetz über die Reichsvertretung vom 26. Februar 1861 abgeändert wird) був єдиним нормативним актом у Грудневій конституції, який було інкорпоровано з Лютневого патента, а не вироблено під час підготовки. Водночас, в редакції 1867 року він отримав низку суттєвих новацій:
- розмежування повноважень з Угорським королівством, і втрата Ломбардо-Венеціанського королівства призвело до того, що повноваження Рейхсрата розповсюджувалися переважно на територію Цислейтанії;
- прийняті в законодавстві положення були приведені у відповідність до австро-угорської угоди;
- укази Цісаря, прийняті у невідкладних обставинах в період між сесіями Імперської Ради, відтоді потребували контрасигнації з боку профільного міністра, котрий тим самим брав за нього відповідальність. Такий указ втрачав силу у випадку, якщо Рада Міністрів Австро-Угорщини[de] не подало його на затвердження парламенту протягом чотирьох тижнів після скликання Палати депутатів;
- Рейхсрат був зобов'язаним щорічно встановлювати об'єм і розподіл податків; крім того, парламент наділили контрольними функціями, надавши право направляти офіційні запити міністрам;
- до цього закону також було перенесено норму про імунітет послів.

### Про загальні права громадян
Державний основний закон (від 21 грудня 1867) «Про загальні права громадян королівств і земель, представлених в Рейхсраті» (нім. Das Staatsgrundgesetz vom 21. Dezember 1867 über die allgemeinen Rechte der Staatsbürger für die im Reichsrathe vertretenen Königreiche und Länder) був розроблений з ініціативи конституційного комітету. Включав основні громадянські права, і певною мірою повторював положення Конституції 1849 року. Основні статті закону:
Ст. 1: Австрійське підданство для жителів Цислейтанії

Ст. 2: Рівність перед законом

Ст. 3: Рівність доступу до громадських установ для всіх підданих

Ст. 4: Свобода переміщення

Ст. 5: Недоторканість власності

Ст. 6: Свобода перебування

Ст. 7: Скасування особистої та поземельної залежності

Ст. 8: Особиста свобода (закон від 27 жовтня 1862 про захист особистої свободи став складовою частиною цього закону)

Ст. 9: Право на захист приватного життя (закон від 27 жовтня 1862 став складовою частиною цього закону)

Ст. 10: Таємниця листування

Ст. 11: Право подання петиції

Ст. 12: Свобода союзів, свобода мітингів і зборів

Ст. 13: Свобода друку

Ст. 14: Свобода віросповідання і свобода совісті

Ст. 15: Свобода публічного відправлення релігійних обрядів для визнаних законом церков і релігійних спільнот

Ст. 16: Свобода приватного відправлення релігійних обрядів для прихильників інших віросповідань

Ст. 17: Свобода науки та її вивчення

Ст. 18: Свобода вибору професії

Ст. 19: Рівність національностей
Ст. 20 дозволяла ухвалювати спеціальний закон, що передбачає тимчасове припинення на окремих територіях дії ст. 8, 9, 10, 12 и 13 (норму було застосовано 5 травня 1869).

Державний основний закон про загальні права громадян був єдиним з актів 1867, який інкорпорували в законодавство Австрійської Республіки, та остаточно скасований тільки в 1988 у зв'язку з прийняттям нової Австрійської конституції.

### Про призначення імперського верховного суду
Державний основний закон (від 21 грудня 1867) «Про призначення Імперського Верховного суду» (нім. Das Staatsgrundgesetz vom 21. Dezember 1867 über die Einsetzung eines Reichsgerichts), підготовлений за ініціативою конституційного комітету на основі законопроєктів, розроблених під час революції (1848—1849). Формування (1869) згідно цього акта Верховного суду дозволило парламенту реалізувати право на оскарження нормативних актів уряду і заклало фундамент цивільного судочинства.

### Про повноваження суду
Державний основний закон ((від 21 грудня 1867)) «Про повноваження суду» (нім. Das Staatsgrundgesetz vom 21. Dezember 1867 über die richterliche Gewalt), розроблений з ініціативи конституційного комітету. Гарантував незалежність юстиції, змагальність в кримінальному процесі, відновлення суду присяжних та допуск судових процесів представників преси. Законом також було закладено основу діяльності Вищого адміністративного суду (з 2 липня 1876).

### Про здійснення влади і виконавчі повноваження
Державний основний закон ((від 21 грудня 1867)) «Про здійснення влади і виконавчі повноваження» (нім. Das Staatsgrundgesetz vom 21. Dezember 1867 über die Ausübung der Regierungs- und Vollzugsgewalt), підготовлений за ініціативою конституційного комітету. За суттю, був аналогом закону «Про повноваження суду», і визначав принципи діяльності виконавчої влади. Визначив самостійність монарха у прийнятті рішень, відповідальність міністрів перед законом, а також врегульовував їх діяльність. Значною мірою повторювали норми закону, прийнятого 25 липня 1867. Цісар був проголошений Верховним головнокомандуючим збройних сил.

### Закон про делегування
Закон ((від 21 грудня 1867)) «Про предмети відання, що стосуються всіх земель австрійської монархії та принципи їх регулювання» (нім. Das Gesetz vom 21. Dezember 1867 über die allen Ländern der österreichischen Monarchie gemeinsamen Angelegenheiten und die Art ihrer Behandlung). Цей документ став відомим як «закон про делегування», який підтвердив розподіл повноважень між двома частинами імперії та Цісарем (у назві відображена діюче на момент ухвалення найменування держави; термін «Австро-Угорщина» вперше було використано 14 листопада 1868).
Нормативний акт реалізовував на території Цислейтанії умови австро-угорського компромісу. Паралельно в Угорському королівстві було ухвалено аналогічний за змістом Статут XII/1867. У відповідності із «законом про делегування», спільне законодавство обох частин імперії підлягало регулюванню делегаціями Рейхсрату Цислейтанії та Рейхсрату Транслейтанії.
Делегації складалися з 60 осіб, на 1/3 утворювалися відповідно з членів Палати панів і Палати магнатів, на 2/3 - з представників нижніх палат парламентів. На розгляд делегацій, як правило, виносились попередньо погоджені рішення, дебати між ними не передбачалися. Делегації засідали окремо, прийнятими вважалися рішення, прийняті більшістю уповноважених незалежно один від одного. У разі не прийняття рішення у такий спосіб, передбачався механізм спільного пленуму делегацій.
У тому випадку, якщо на пленум прибувала різна кількість уповноважених від двох частин імперії, їх кількість вирівнювалася. Голоси за і проти при голосуванні рахувалися без враховувалися належності делегата до Цислейтанії чи Транслейтанії. Угорська сторона, прагнучи до автономії, послідовно уникала застосування цього механізму.
Загальні (прагматичні) предмети відання були визначені §1 закону:
- зовнішні зносини;
- питання оборони, включно з ВМФ, за винятком призову на військову службу;
- фінансові питання відносно попередніх пунктів.

На практиці в обох парламентах (без використання механізму делегацій) одноголосно приймалися наступні (т. зв. дуаліські) рішення:
- комерційні справи (перш за все — митні тарифи);
- непрямі податки на промислове виробництво;
- випуск монет і грошова емісія;
- розпорядження відносно залізничних колій, що будувалися на території обох частин імперії;
- будівництво оборонних споруд.

Закон про делегування втратив силу 31 жовтня 1918, після розірвання Угорським королівством унії.